# ستانيسلاف تيشل
ستانيسلاف تيشل (بالتشيكية: Stanislav Tecl) (1 سبتمبر 1990 بيندريخوف هرادتس في التشيك - ) هو لاعب كرة قدم تشيكي في مركز الهجوم. شارك مع منتخب التشيك تحت 18 سنة لكرة القدم ومنتخب التشيك تحت 19 سنة لكرة القدم ومنتخب جمهورية التشيك تحت 21 سنة لكرة القدم ومنتخب جمهورية التشيك لكرة القدم. أما مع النوادي، فقد لعب مع سلافيا براغ وفيكتوريا بلزن ونادي يابلونتس وFC Vysočina Jihlava ‏.

## وصلات خارجية
- ستانيسلاف تيشل على موقع الاتحاد الأوربي (الإنجليزية)
- ستانيسلاف تيشل على موقع الاتحاد التشيكي (الإنجليزية)
- ستانيسلاف تيشل على موقع قاعدة بيانات كرة القدم.إي يو (الإنجليزية)
- ستانيسلاف تيشل على موقع ناشيونال فوتبول تيمز (الإنجليزية)
- ستانيسلاف تيشل على موقع Soccerway.com (الإنجليزية)
- ستانيسلاف تيشل على موقع AS.com (الإسبانية)